# Jedidiah Goodacre
Jedidiah Goodacre (Petrolia, 11 gennaio 1989) è un attore canadese.
È conosciuto principalmente per aver recitato nei film per la televisione, entrambi Disney, Zapped - La nuova vita di Zoey e Descendants.

## Biografia
Nato e cresciuto in Ontario, in Canada, e a frequentato la Vancouver Film School for Acting for Film and Television.
La sua carriera da attore è iniziata nel 2013, anno in cui ha preso parte al film per la televisione Restless Virgins. Nel 2014 è apparso nel film Disney per la televisione Zapped - La nuova vita di Zoey. Nell'anno successivo ha recitato in due episodi della serie televisiva The 100 ed è comparso in Tomorrowland - Il mondo di domani, film d'avventura e di fantascienza prodotto dalla Walt Disney Pictures, con protagonisti George Clooney e Britt Robertson.
Inoltre nel 2015 ha preso parte ad un altro film Disney per la televisione, Descendants, in cui ha interpretato Chad, figlio di Cenerentola e del Principe azzurro.
Nel 2019 ha recitato come Dorian Gray in Sabrina, su Netflix.

## Filmografia

### Cinema
- Way of the Wicked, regia di Kevin Carraway (2014)
- Tomorrowland - Il mondo di domani (Tomorrowland), regia di Brad Bird (2015)
- Dude, Where's My Ferret?, regia di Alison Parker – cortometraggio (2015)
- R.L. Stine: I racconti del brivido - La casa stregata (Mostly Ghostly: One Night in Doom House), regia di Ron Oliver (2016) uscito in home video
- Monster Trucks, regia di Chris Wedge (2016)
- The Recall, regia di Mauro Borrelli (2017)
- Gregoire, regia di Cody Bown (2017)
- Quello che non so di te (Finding You), regia di Brian Baugh (2021)
- Margaux, regia di Steven C. Miller (2022)
- Woman of the Hour, regia di Anna Kendrick (2023)

### Televisione
- Restless Virgins, regia di Jason Lapeyre – film TV (2013)
- Zapped - La nuova vita di Zoey (Zapped), regia di Peter DeLuise – film TV (2014)
- The 100 – serie TV, 4 episodi (2015)
- If There Be Thorns, regia di Nancy Savoca - film TV (2015)
- Descendants, regia di Kenny Ortega - film TV (2015)
- Some Assembly Required – serie TV, 2 episodi (2016)
- Supernatural - serie TV, 1 episodio (2016)
- Una madre lo sa (A Mother's Suspicion), regia di Paul Shapiro – film TV (2016)
- Motive – serie TV, 1 episodio (2016)
- Descendants 2, regia di Kenny Ortega – film TV (2017)
- Somewhere Between – serie TV, 2 episodi (2017)
- The Originals – serie TV, 6 episodi (2018)
- Legacies – serie TV, 2 episodi (2019)
- Descendants 3, regia di Kenny Ortega – film TV (2019)
- The Order – serie TV, 7 episodi (2019-2020)
- Le terrificanti avventure di Sabrina (Chilling Adventures of Sabrina) – serie TV, 11 episodi (2018-2020)
- The Imperfects - serie TV, 3 episodi (2022)

## Doppiatori italiani
Nelle versioni in italiano delle opere in cui ha recitato, Jedidiah Goodacre è stato doppiato da:
- Jacopo Cinque in Descendants, Descendants 2, Descendants 3
- Flavio Aquilone in The Originals, Legacies, Quello che non so di te
- Niccolò Guidi in Zapped - La nuova vita di Zoey, Tomorrowland - Il mondo di domani
- Matteo Liofredi in Le terrificanti avventure di Sabrina, Margaux
- Mirko Cannella in Supernatural
- Alessio Puccio in The Recall
- Davide Perino in The Order
- Paolo Vivio in The Imperfects
- Alessio Nissolino in Woman of the Hour